# برج بابل

تصویر خیالی از برج بابل اثر پیتر بروگل

در سِفر پیدایش در تورات، داستان برج بابِل به عنوان افسانهٔ اصلی علت پیدایش زبان‌های مختلف دانسته می‌شود. طبق این داستان، پس از طوفان نوح، مردم به یک زبان صحبت می‌کردند. آنان به سمت شرق به راه افتادند و به سرزمین شنعار در بابِل رسیدند. آنجا توافق کردند برجی بلند بنا کنند تا به آسمان رسند و بدین طریق نامی برای خود دست و پا کرده و از تنوع زبان‌هایشان جلوگیری کنند. خدا که می‌ترسید اگر انسان‌ها تک‌زبان باشند، دیگر هیچ چیز نخواهد توانست جلویشان را بگیرد، پایین آمد و زبان آنان را مختلف قرار داد تا حرف یکدیگر را نفهمند و آنان را در زمین پراکنده ساخت.
این داستان اسطوره‌ای از جنس آدم و حوا است که در آن انسان‌ها تلاش می‌کنند از مرز خدا-انسان عبور کنند، اما شکست خورده و به جهان فانی بازگردانده می‌شوند. (قصه‌های برج بابل و آدم و حوا هر دو ریشه در منبع جی دارند). مانند داستان آفرینش، در این داستان نیز خدا به صورت اول شخص جمع صحبت می‌کند و به نظر می‌رسد خطابش به شورای خدایان باشد. احتمالاً منظور از برجی که به آسمان می‌رسد، بنایی شبیه برج‌های معبدی بابِل و بین‌النهرین به نام زیگورات باشد، ولی در روایت تورات استعاره از ورود بشر به جایگاه خداست. زیگورات در لغت به معنای «قلهٔ کوه» است، زیرا مردمان باستان تصور می‌کردند خدا بالای کوه زندگی می‌کند (مثلا یهوه بالای کوه صهیون، زئوس بالای کوه المپ). ولی در بین‌النهرین که کوهی وجود نداشته، معابد را بدین شیوه می‌ساختند تا به خدا دسترسی داشته باشند. در نتیجه، انتخاب برج آسمان‌آسا در بابِل از آن سبب است که نویسندگان تورات چنین معابدی را توهین به خدای بنی اسرائیل می‌یافتند.

## برج بابل در سِفر پیدایش
در فصل یازدهم از سفر پیدایش چنین آمده است: «و در تمامی زمین، زبان و تکلم یکی بود. و واقع شد هنگامی که از طرف شرقی می‌کوچیدند (اشاره به فرزندان نوح و قبائل آن‌ها است) این که وادی را در زمین شنعار (در بابِل) یافتند و در آنجا ساکن شدند. و به همدیگر گفتند: که بیایید تا خشت‌ها را بسازیم، و آن‌ها را به آتش بسوزانیم، و ایشان را خشت به جای سنگ و گِل چرب به جای گچ بود. و گفتند: که بیایید به جهت خود شهری و برجی را که سرش به آسمان بساید بنا کنیم، و از برای خود نامی پیدا بکنیم، مبادا که بر روی تمامی زمین پراکنده شویم. و خداوند برای دیدن شهر و برجی که بنی آدمیان می‌ساختند پایین آمد. و خداوند گفت: که اینک قوم، یکی‌اند، و از برای همگی ایشان زبان یکی است و به کردن این کار شروع نموده‌اند و حال از هر چه که قصد ساختنش دارند چیزی از ایشان منع نمی‌شود. بیا به زیر آییم و در آنجا زبان ایشان را مخلوط نماییم تا آن که زبان همدیگر را نفهمند. و خداوند ایشان را از آنجا بر روی تمامی زمین پراکنده نمود که از بنا کردن شهر بازماندند. از آن سبب اسمش بابِل گذاشته شد؛ زیرا که خداوند تمامی زمین را در آنجا مخلوط نمود، بلکه خداوند ایشان را از آنجا بر روی تمامی زمین پراکنده نمود.»

## برج بابل در قرآن
در قرآن فقط یک بار به نام بابِل اشاره شده است که مربوط به داستان هاروت و ماروت است و اشاره‌ای به داستان برج بابل در قرآن نشده است. قرآن اختلاف در زبان و نژادهای انسان را از آیات خدا ذکر می‌کند.

## نظرات
هاکس، نویسنده قاموس مقدس در ماده زبان، برای توجیه نوشته تورات می‌گوید: «تخمیناً تا دو هزار سال تمام دنیا دارای یک زبان و یک لهجه بودند… لکن یک صد سال بعد از طوفان، یعنی در زمان یاغی‌گری کوشیان بابِل، خدای تعالی به‌طور خارق‌العاده زبان‌ها را، درهم و مغشوش کرد و روی زمین را با این خانواده‌ها مختلفه و السنه متنوعه متأهل گردانید». و در جای دیگر می‌گوید: «این مطلب (ساختن برج بلند) چون موافق اراده خدا نبود لهذا زبان‌های ایشان را مختلف نمود به صورتی که هیچ‌یک حرف دیگری را نمی‌توانست بفهمد از این رو به تمام نقاط معموره پراکنده گردیدند… بدین وسیله قصد خدای تعالی به انجام رسیده، زمین معمور گردید». این در حالیست که ناصر مکارم شیرازی، از مراجع تقلید شیعه، از نظر تاریخی منشأ اختلاف زبان‌ها هرگز چنین چیزی نمی‌داند و گذشت زمان و دور افتادن اقوام از یکدیگر عامل اصلی آن دانسته است.

## مکان برج بابل
در سال ۱۸۹۸ میلادی رابرت کلدوی (به آلمانی: Robert Koldewey)، باستان‌شناس آلمانی، در حدود ۹۰ کیلومتری جنوب شهر بغداد و در سواحل فرات جستجو در پی یافتن ویرانه‌ها و بقایای شهر غرق شده بابل را آغاز کرد. برج بابِل معبدی مطبق برای ”مردوک” خدای بابِل بود، بنایی با ابعاد ۹۰ در ۹۰ متر و ارتفاع حدود ۹۰ متر. از این بنای عظیم تعدادی از پایه‌های اصلی آن به جای مانده است. تا پیش از حفاری ها و کاوش‌های باستان‌شناسان، افسانه‌ها و تصورات گوناگونی در مورد برج بابِل وجود داشت. یکی از نمودهای این تخیلات تابلوی نقاشی برج بابِل اثر ”پیتر بروگل” است که برج بابِل را بنایی مدور و مطبق با تاق های قوسی تصور کرده. اما حفاری‌های باستان‌شناسان و پژوهشگران تصویری متفاوت از آنچه گذشتگان می‌انگاشتند به ما می‌دهد: بنایی چهارگوش با ابعاد ۹۰ در ۹۰ متر، مطبق و توپر به ارتفاع ۹۰ متر. بر پایه برخی گمانه‌زنی‌ها برج بابِل احتمالاً یک زیگورات برای نیایش مردوک بوده است.

## ارتفاع
در مورد ارتفاع دقیق این برج در سفر پیدایش چیزی نیامده است و در ارتفاع آن این‌گونه توصیف شده که «تا به آسمان می‌رفت». عبارتی که بیش از آنکه ارتفاع را بیان کند، بیشتر به عنوان یک اصطلاح برای خیلی بلند بودن به کار می‌رود.:۳۷
کتاب یوبیل ارتفاع این برج را ۲٬۴۸۴ متر بیان کرده است؛ یعنی سه برابر برج خلیفه.